# Hermann von Eichhorn
Hermann von Eichhorn (13. února 1848, Vratislav – 30. července 1918, Kyjev) byl pruský důstojník a později německý generál polní maršál vyznamenaný řádem Pour le Mérite. V pruské armádě se zúčastnil prusko-rakouské a prusko-francouzské války, v německé císařské armádě pak bojů první světové války. Při německém vítězství nad Rusi v zimní bitvě u Mazurských jezer velel 10. německé armádě. Během bojů na východní frontě byl na konci roku 1917 povýšen do hodnosti Generalfeldmarschall. Po operaci Faustschlag se stal vojenským správcem na Ukrajině. Hermann von Eichhorn byl 30. července 1918 v Kyjevě zavražděn radikálním socialistou Borisem Donskojem.